# Boheems Adelskruis

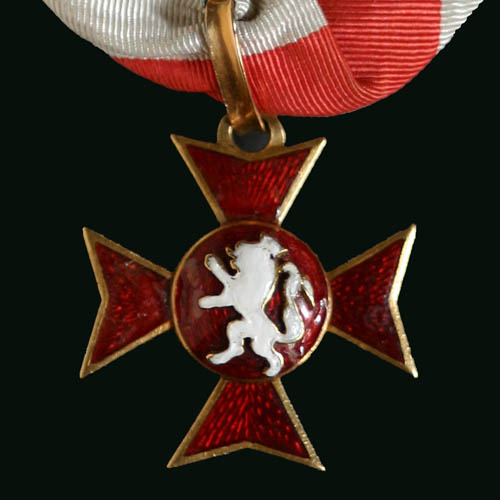
Voorzijde

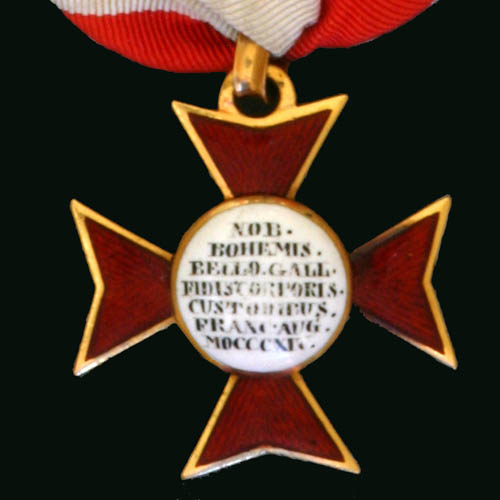
Keerzijde

Het Boheemse Adelskruis (Duits: "Böhmische Adelskreuz") was een onderscheiding uit de tijd van de bevrijdingsoorlogen.
Het kruis werd op 3 mei 1814 door keizer Frans II van Oostenrijk ingesteld ten behoeve van de Boheemse edellieden die in de herfst van 1813 spontaan naar de wapens hadden gegrepen om Napoleon aan te vallen. Een aantal van deze feodale heren had zich in een "Böhmischen Adelsgarde" of "Nobelgarde" verenigd. In die formatie versterkten zij het Oostenrijkse leger dat de door hun mislukte aanval op Rusland verzwakte Fransen aanviel.
De edellieden vormden een escorte voor keizer Frans, het slagveld zagen zij niet.
Het versiersel is een rood geëmailleerd massief gouden Kruis van Malta zonder ballen op de acht punten met in het midden een rond medaillon.
Op de rood geëmailleerde voorzijde is een Boheemse leeuw in wit email afgebeeld. De wit geëmailleerde keerzijde draagt de Latijnse tekst NOB. BOHEMIS. BELLOGALL. FIDIS CORPORIS CUSTODIBUS. FRANC.AUG. MDCCCXIV. (Vertaling: "De Boheemse edellieden, trouwe lijfwachten tijdens de Gallische (Franse) oorlog. Keizer Frans augustus 1814").
Men droeg het kruis aan een tot een driehoek gevouwen wit zijden lint met brederode middenstreep op de linkerborst of aan hetzelfde lint in het knoopsgat van een geklede jas.